# Abbaye Notre-Dame de Valsaintes
L’abbaye Notre-Dame de Valsaintes dite aussi abbaye de Simiane (ou de Boulinette ou de Bolinette) est une ancienne abbaye cistercienne, fondée par les moines de Silvacane, située sur le territoire de la commune de Simiane-la-Rotonde, dans les Alpes-de-Haute-Provence, à proximité du plateau d'Albion. De 1996 à 1999, une partie des bâtiments a été restaurée et le jardin, aménagé en roseraie. Le site est ouvert au public depuis 1999.

## Histoire

### Site préhistorique et antique
Le site de Valsaintes est occupé au paléolithique : des outils de cette période y ont été découverts. À l'époque historique, dans l'Antiquité, le site est dédié à Belenos, d'où le nom actuel de Boulinette ou Bolinette.

### Fondation
Un moine irlandais, Malachie d'Armagh, exprima le désir, à son retour de Rome vers l'Irlande en 1144, de fonder un monastère dans cette vallée. Cette volonté s'accomplit, près de quarante années plus tard, grâce à un don du seigneur de Simiane, Bertrand Raimbaud, effectué en présence de Norbert, Augier et Albéric, respectivement père abbé, cellérier et prieur de Silvacane. L'abbaye est fondée en 1180 par des moines de l'abbaye de Silvacane. À cette époque, elle n'occupe pas le site actuel, mais un petit vallon situé à deux kilomètres environ, dans l'ancienne commune de Valsaintes, au lieu-dit actuel « L'Abbadie » (ou « Labadie »), près de la source du Calavon. Le nom de Valsaintes est d'ailleurs hérité de cette vallée et est inapproprié pour qualifier l'édifice actuel, bâti sur une éminence.
Les recherches du XIXe siècle et postérieures ont permis d'établir qu'un monastère pré-existait à cet endroit avant la donation de Bertrand Raimbaud, monastère (ou ermitage) qui avait été détruit par les incursions sarrasines et rebâti à l'occasion de l'affiliation cistercienne,.

### Moyen Âge
Les moines défrichent et mettent en culture le vallon ; la particularité de Valsaintes est l'établissement d'une verrerie, qui devient assez rapidement très réputée.
La peste noire décime les rangs des moines ; les ravages des grandes compagnies achèvent de ruiner le monastère. En 1425, les moines survivants s'enfuient et se réfugient à Silvacane.

### Restauration auXVIIesiècle
L'abbaye est transférée sur le site actuel à la suite de la requête de Don Tédénat et l'ordonnance de Monseigneur de Morimond par son décret du 9 juin 1668. La nouvelle église abbatiale est consacrée le 26 mai 1672, par le prieur Dom Jacques le Gras, nommé ensuite de Valsaintes par l'abbé Morimond.
Les abbayes de Morimond et Cîteaux se disputaient depuis sa création la filiation de Valsaintes. Le Parlement d'Aix fut saisi de ce litige et le 12 décembre 1684, Dom François de Bergue fut maintenu dans sa possession.

### Abbaye après la Révolution
En 1790, les révolutionnaires chassent les moines. L'abbaye est transformée en ferme, puis écurie et bergerie, avant d'être complètement abandonnée. En 1996, l'association ATHRE (art, tradition, histoire, recherche, environnement) rachète l'abbaye et décide sa mise en valeur.

## L'abbaye

### Site originel
L'abbaye implantée à l'Abadie est de taille modeste ; l'église abbatiale, bâtie à la fin du XIIe siècle, ou au début du XIIIe siècle, a plutôt les dimensions d'une chapelle, selon Raymond Collier. Les murs épais (1,25 mètre d'épaisseur) ont subsisté, mais pas la voûte. La chapelle est aujourd'hui utilisée comme cellier.

### Site de Boulinette
Le site de Boulinette appartenait déjà aux moines à l'époque médiévale ; les abbés y avaient élevé un château qui servit de base à la reconstruction d'une abbaye. C'est un corps de logis rectangulaire, assez bien conservé en 1986, haut de deux étages, dont la partie inférieure est occupée par l’église. Cette aile remonte, selon l'estimation de Raymond Collier, au XVIIe siècle, « vers 1668-1670 ». L’autre aile, partiellement ruinée au XXe siècle, date probablement du XVIIIe siècle. Depuis 1996, les parties dégradées ont été restaurées.

#### Roseraie et jardin

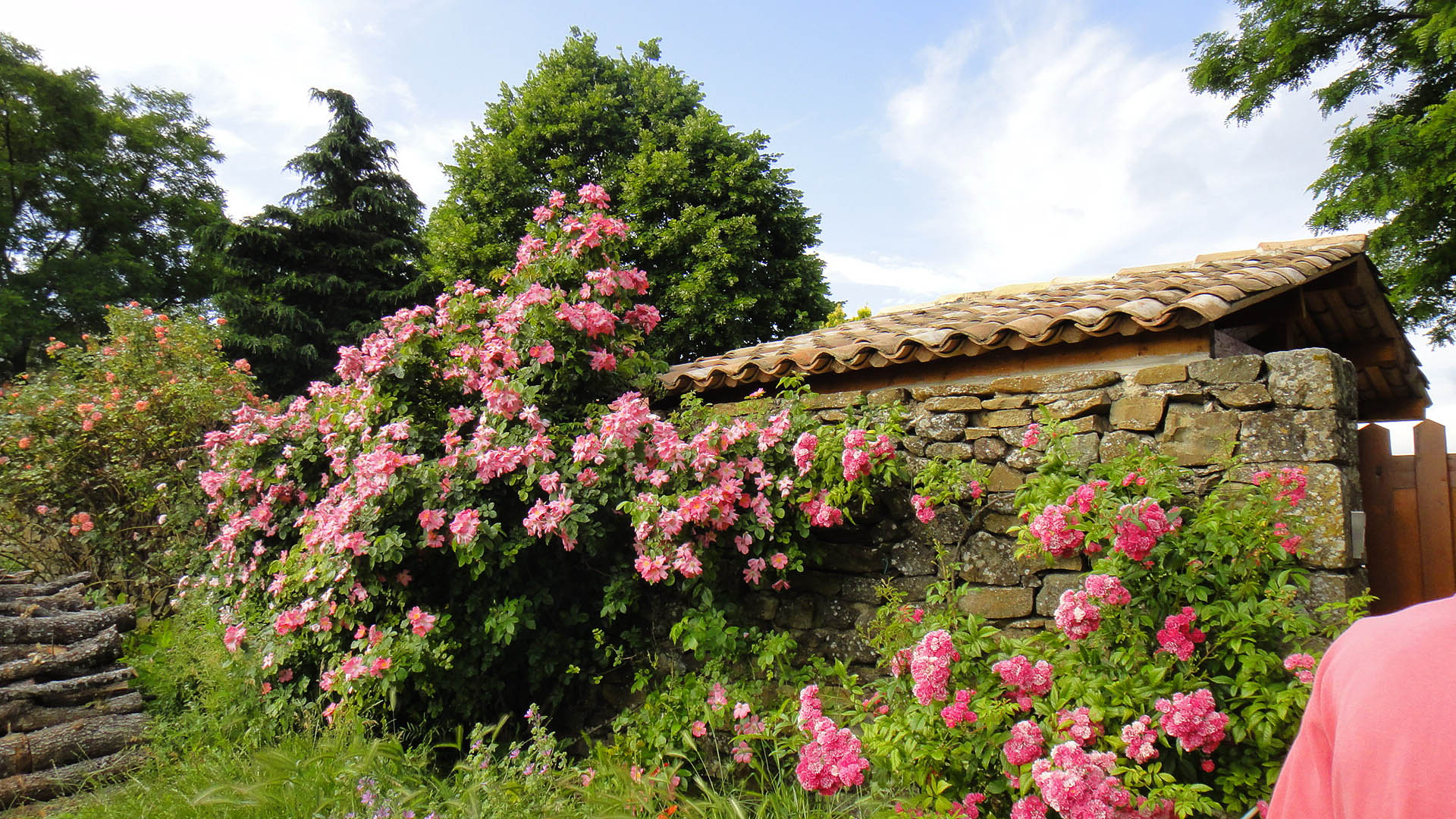
Rosier arbuste
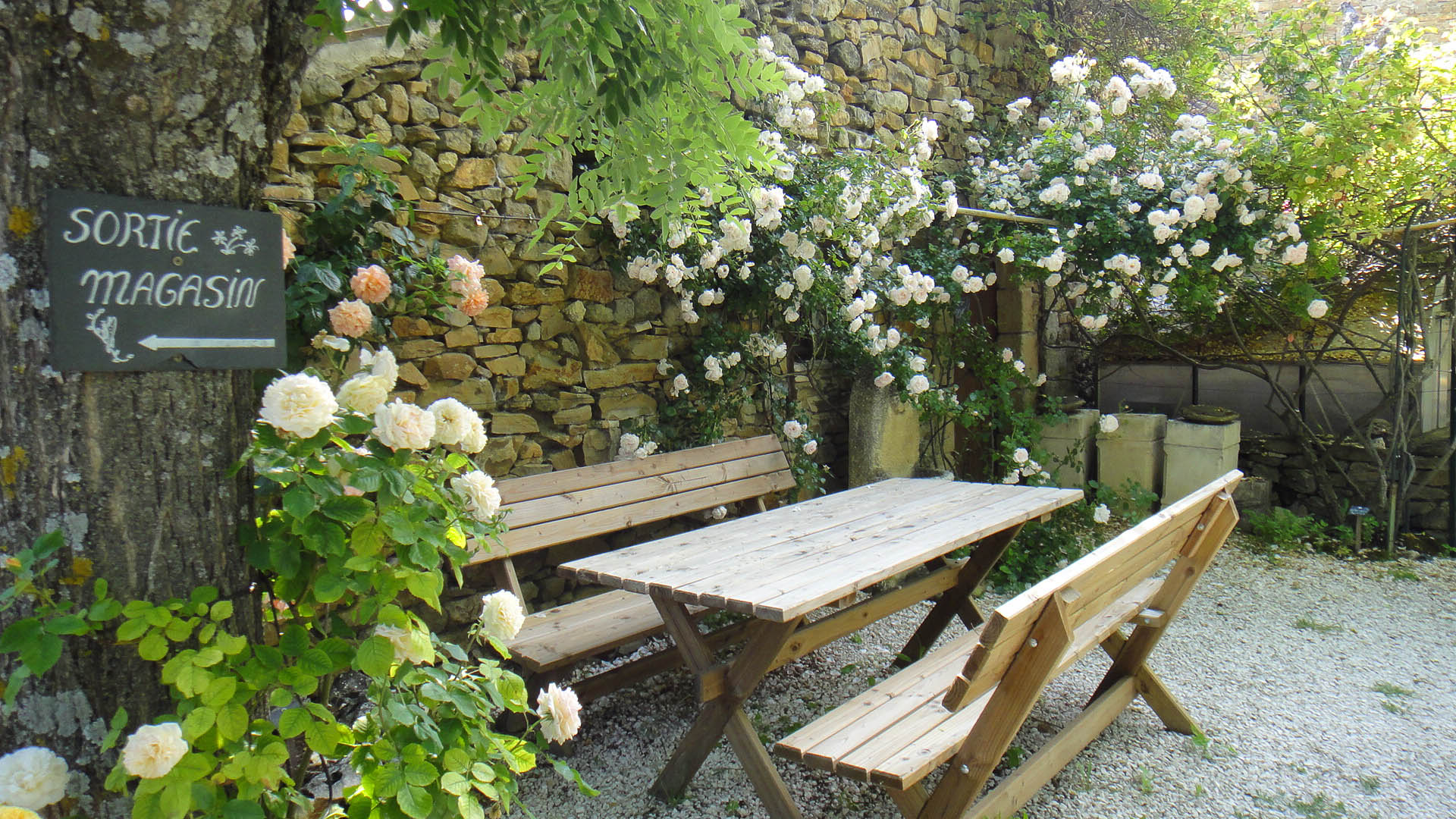
Coin repos
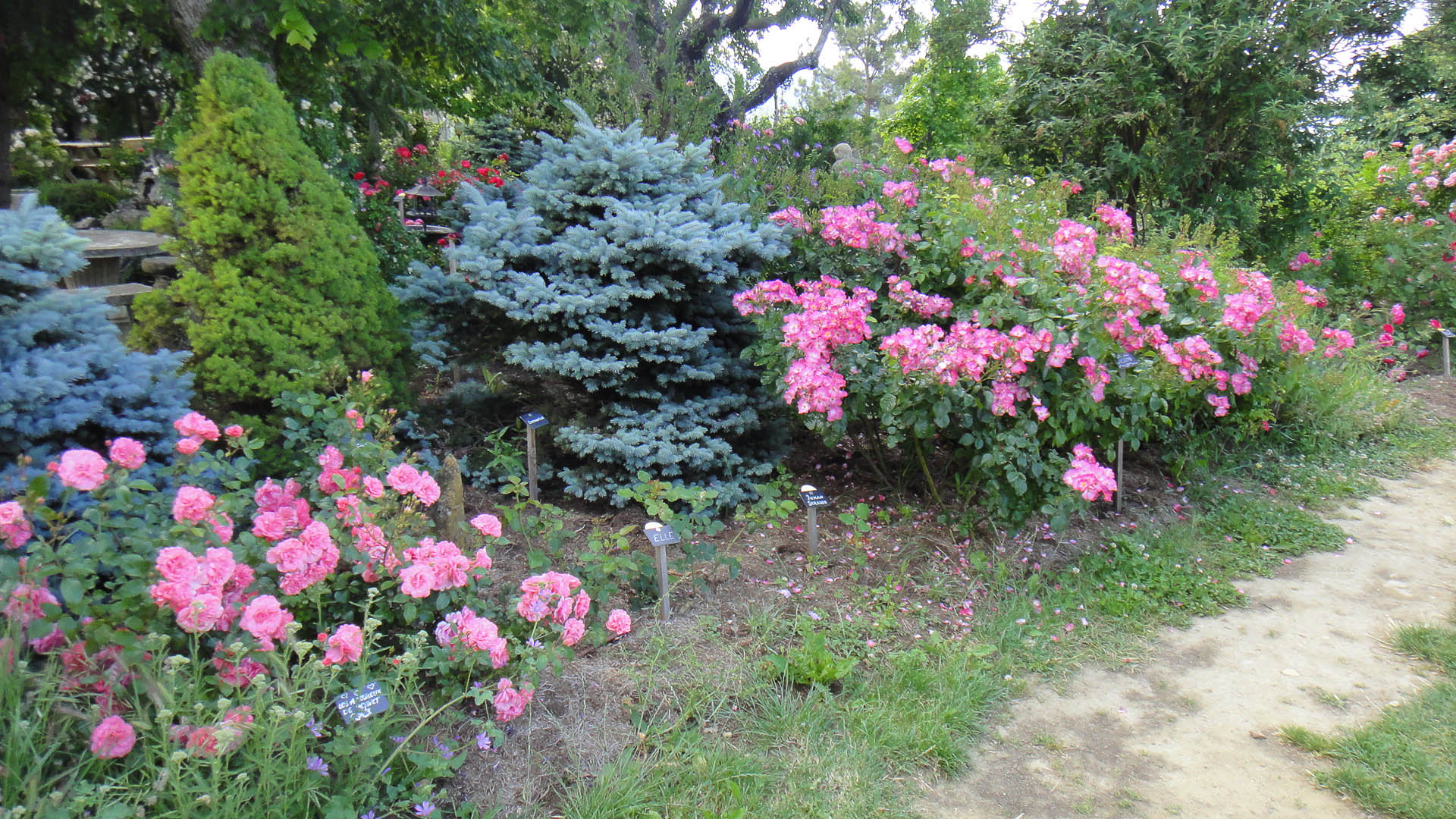
Rosier couvre-sol

Un jardin a été aménagé en roseraie autour des bâtiments restaurés et ouvert en 1999. Le jardin, comptant 600 espèces de roses, a reçu le label « jardin remarquable » en juillet 2011, le label « 1 % pour la planète » en janvier 2012, et le label « arbre remarquable » en décembre 2011, attribué à un chêne pubescent blanc de trois cents ans. La plupart des variétés de roses (rosiers buissons, grimpants, anciens, arbustes, couvre-sols, lianes, pleureurs, tiges, etc.) sont disponibles à la vente dans la boutique-jardinerie de l'abbaye ainsi que leurs produits homéopathiques pour traitement.
À l'automne 2012, plus de trois cents espèces végétales sélectionnées pour leur résistance à la sécheresse ont été plantées pour créer un jardin sec.
En 2015, débute la création du potager agroécologique avec des premiers chantiers de bénévoles. Le premier travail a été la restauration des murets de pierres sèches nécessitant un démontage de ces ouvrages très anciens dans lesquels une végétation sauvage avait poussé. Une réserve d'eau de 1 200 litres a été réalisée. Des bacs à compost ont été mis en place. Les cultures sont organisées sur la base d'associations bénéfiques de légumes ou de fleurs, avec l'usage de plantes « engrais verts » permettant d'enrichir le sol. Une optimisation de l'espace alimente aussi la réflexion de choix des légumes en fonction de leur temps de culture.
Le jardin de l'abbaye de Valsaintes est ouvert à la visite.

## Abbés
(liste non exhaustive)
La numérotation des abbés donnée par Hugues Du Tems n'est pas reprise ici par suite des abbés nommés par Cîteaux et d'autres par Morimond.
- 1191 - Ogier, (Ogerius), cette année-là la donation de la Terre de Bolinette lui est confirmée par Bertrand Rambaud de Simiane et il reçut dans la même année la troisième partie de la seigneurie de Corbières, qui lui fut faite par le comte Guillaume IV de Forcalquier, Bertrand Amic, Seigneur de Cadarache, Béatrice son épouse, Guillaume Amic son frère, ajoutèrent à ce don une cession des droits et des biens qu'ils avaient eux-mêmes en ces lieux. Ce qui fut confirmé en 1194, par Sabeline et son fils Isnard de Saint-Martin.
- 1198  - Étienne, ( Stephanus). C'est lui qui acquiert le 1/3 de la seigneurie de Corbières auprès d'Isnard de Corbières. Raymond de Pierre-Vert, gratifia aussi cet abbé de deux domaines situés à Corbières.
- 1204  -  Guillaume Ier , (Guillelmus). Était en poste à cette date, comme il paraît par la permission  que Boniface de Vachères lui accorda  de faire paître  les troupeaux de l'abbaye dans le territoire de  Vachères.
- 1215-1225 - Thibaud, en poste à cette date, ainsi qu'en 1225, date à laquelle Guillaume de Corbières lui donna tous les droits seigneuriaux qu'il avait en ce lieu
- 1247 -  R.... On ne le connaît que sous cette seule initiale. Cette année-là Béatrix, comtesse de Provence, lui confirma la donation faite par Guillaume comte de Forcalquier, à son abbaye en 1191, Bertrand et Gobelin Amic, s'étant aussi démis en sa faveur d'une partie des biens qu'ils avaient à Corbières, Bertrand Amic leur neveu en confirma l'acte le 2 août 1249
- 1252 -  Antoine Ier , était en poste à cette date
- 1258 - Étienne II , qualifié de Clericus electus & confirmatus Vallis Sanjæ, dans un titre de l'année.
- 1268 - Bernard Ier Bertrand , en poste cette année-là. Transigea avec Raymond d'Agoult.
- 1279 -  Pierre Ier Alboin , (Alboinus), en poste cette année-là
- 1282 - Bertrand en poste cette année-là.
- 1284-1287 -  Pierre II Rostaing , (Rostagnus), en poste à ces dates-là
- 1293 - Régis de Banco
- 1296 -  Audibert de Gordes  (Audibertus de Cordua)
- 1305 -  Raymond Ier
- 1309 -  Hugues de Camarey  (Commarcii)[13], prêta hommage au comte de Provence Robert d'Anjou le 5 janvier 1309 pour tous les droits seigneuriaux qu'il possédait à Corbières[14].
- 1320 - Guillaume II de Cadenet  (Cadeneto), issue d'une famille noble de Provence, était abbé à cette date. Le pape Jean XXIII lui donna l'Abbaye Notre-Dame d'Aiguebelle au diocèse de Saint-Paul-Trois-Châteaux en 1323.
- 1323 - Bernard II  (Bernardus), Prieur Claustral  de l'Abbaye Notre-Dame de Candeil au diocèse d'Albi, fut pourvu de celle de Valsaints en 1323. Le Pape Jean XXII le commit en 1328, pour réformer l'Abbaye Sainte-Marie de Valmagne, au diocèse d'Agde et le transféra la même année à l'Abbaye de Candeil.
- 1330-1337 -  Guillaume III Gauthier  (Gauterii), fut fait abbé par bulles du Pape Jean XXII, en 1330 et posséda cette abbaye jusqu'en 1337
- 1338 - Étienne III , nommé cette année-là
- 1346 -  Raymond II de Constant
- 1351 - Pierre III de Sorgie , il prêta hommage à: Jeanne Ire de Naples, Comtesse de Provence, pour ce qu'il possédait du Fief de Corbières. Il vivait encire en 1361
- 1366 -  Paul Atanulphe , il assista en 1370 à la translation des reliques de Saint Elzéar de Sabran, faite par le Cardinal Anglic de Grimoard, Légat du Pape. Il décéda vers l'an 1373
- 1374 -  Rostaing  (Rostagnus)
- 1377 -  Antoine II, qualifié de seigneur justicier de ce lieu le 18 novembre 1377
- 1400 -  Bernard III Céroni était abbé en cette année. Il nomma à la cure de Carniol en 1404. Après sa mort, l'abbaye fut abandonnée par les religieux à cause des ravages des guerres du siècle précédent, elle fut réunie à l'Abbaye de Silvacane, par l'abbé de Cîteaux et le Chapitre général de cet Ordre confirma la réunion des deux monastères en 1425
- 1425-1432 -  Antoine III de Boniface  (Bonifacii), était en même temps abbé de Silvacane à cette période. Mais cette dernière abbaye fut ruiné par une grande inondation de la Durance en 1440 et ses biens furent unis au Chapitre de la Métropole d'Aix et les abbés de Valsaintes rétablis. Il engagea la juridiction de Corbières en 1425 pour cent florins à Bérenguière Savine, veuve de Jean de la Croix, seigneur du même lieu, l'affaire n'en restera pas là.
- 1440-1461 - Gaspard Nigrelly ou Négrel, moine de l'Abbaye de Sénanque, devient abbé le 5 septembre 1440. Il obtient le 19 janvier 1458 une sentence qui le réintégrait dans la juridiction de Corbières que son prédécesseur avait engagée en 1425. Cet abbé décéda en 1461.
- 1461 -  Honorat Almaric (Almariciou Amandi), de la branche des seigneurs d'Esclagon, moine de l'Abbaye Saint-Victor de Marseille, il était avant son abbatiat Prieur de l'Abbaye de La Celle. Il assista aux États de Provence, tenus à Aix en 1487, il y siégea après les abbés de Saint-Victor et de Sénanque et juste avant les députés des évêques. Il fit faire en 1496 une fontaine à Manosque ainsi que l'assure le père Colombi en son :  Histoire de la Ville d'Aix. Il fut inhumé dans l'abbaye de Saint-Victor.
- 1501 -  Seris Maurin  (Serisius Maurini), il fut commis en 1503 par les évêques de Grasse: Jean-André Grimaldi et de Digne: Antoine Guiramand, pour réformer les Monastères de Provence. Commission leur fut donnée par le Cardinal d'Amboise, Légat en France, en exécution des bulles d'Alexandre VI du 16 des Calendes de juin.
- 1531 - Robert de Nidis, prévôt de l'église de Marseille, Prieur de l'Abbaye Saint-Maximin, fit hommage au roi de France François Ier, en 1531 et donna le dénombrement  des domaines de son abbaye; il paraît qu'elle possédait la troisième partie de la seigneurie de Corbières. Il était encore abbé en 1533.
- 1548 -  Gabriel de Laye  ou  de l'Haye, chanoine de l'église d'Albi, jouissait de l'abbaye en 1548. Il décéda le 4 novembre 1558
- 1566  - Benoît de Bonajust - Il transigea le 4 juillet 1566, avec Melchionne de la Croix, dame de Corbières veuve de François, Marquis d'Oraison, à laquelle il céda tous les droits qu'il avait à prétendre sur la terre de Corbières. De son côté la dite dame, s'obligea d'acquérir, au profit de l'abbaye la Seigneurie de Montsalier, ou de lui assigner en fonds deux-cents florins de rente. En exécution de cet accord, les héritiers de Melchionne après avoir longtemps payé cette rente, en ont enfin assigné le paiement sur les moulins de Cadenet[15],[16]
- 1569 - Jacques de Bonajust , succéda à Benoît vers cette date.
- 1579-1595 -   Jean de Ris (Risio), Chanoine-sacristain de l'église d'Apt, abbé à cette date.
- 1595-1600 -   Thomas Illy , Protonotaire du Saint-Siége, vicaire, natif de Bonnieux, fut pourvu de cette abbaye en vertu de la résignation de Jean Ris en 1595. Il prêta hommage au roi Henri IV, le 13 janvier 1598. Décédé en 1600, Léonard Charles fut établi économe de l'abbaye jusqu'en 1604, sans être le titulaire.
- 1604-1612 -   Jean-Baptiste d'Oraison , de la Maison des Vicomtes de Cadenet, fait abbé en 1604.
- 1612-1622 -  Alphonse d'Oraison
- 1622-1649 -  Jean-Nicolas de Garnier , des seigneurs de Montfuron, fut pourvu de l'abbaye par bulles du Pape Grégoire XV du 4 des Ides de novembre 1622 et décéda en 1649. Il est l'auteur de poèmes collectés dans Recueil des vers de M. de Montfuron, abbé de Valsainte. Desquels la plus grande partie n’a point encore esté veue ni imprimée, Chez David, Aix, 1632, 8°, 102 p[17].
- 1649- ? -  Henri de Garnier , de la même famille que le précédent à qui il succéda à son décès. En 1657, il transigea avec les religieux de Cîteaux et leur abandonna la terre de Bolinette, pour l'entretien des religieux qui résidaient dans l'abbaye, le tout en exécution d'un arrêt qui ordonnait que la troisième partie des biens de ce monastère leur serait assignée. À la suite de la requête de Dom Tédénat, monseigneur l'abbé  de l'Abbaye de Morimond ordonne le transfert de Valsaintes au château de Boulinette à la condition de conserver son nom et ordonne la construction d'une église.
- 1674-1731 -  Alphonse de Pajot du Pont, Conseiller-clerc au Parlement de Paris, aussi abbé de l'Abbaye Saint-Jacques de Provins, pourvu de Valsaintes en 1674.
- 1683-1684 -  Jacques le Gras , nommé abbé par l'abbé de Morimond, le Parlement d'Aix le destitua le 12 décembre 1684 au profit de François de Bergue, confirmé dans ses fonctions d'abbé[18].
- 1683- ?  -  François de Bergue , c'est lui qui consacra la nouvelle église du château de Boulinette le 26 mai 1672 et qui fut nommé Prieur de Valsaintes le 1er juillet 1683 par l'abbé de l'Abbaye de Citeaux. Il sortit vainqueur d'une lutte qui l'opposa au Prieur Dom Jacques Le Gras lui aussi abbé de Valsaintes, nommé par Morimond.
- 1731-1736 -  Claude-François de Narbonne-Pelet , Doyen de l'église Collégiale Notre-Dame-des-Pommiers de Beaucaire, succéda au précédent en 1731 et se démit en 1736.
- 1736- ?  - François Jules de Novy , de la ville de Nîmes, abbé de l'Abbaye Sainte-Marie de Villelongue, a obtenu ses bulles du Pape Clément XII, le 7 juin 1736, il prit possession par Procureur le 4 octobre suivant[19].

## Armoiries
- « De sinople à un écureuil d'argent, coupé d'or à un pairle de gueules »

## Terriers, propriétés

### Prieurés
- Prieuré de Corbières (1191)

### Fiefs
- Corbières, l'abbé Étienne acquiert le tiers de la seigneurie en 1191,
- Carniol, en latin  Carniolum, en provençal  Carneou, village appartenant en 1274 à l'abbaye. Ruiné à la Guerre de Cent Ans il est abandonné au XIVe siècle puis repeuplé par les moines de l'abbaye au XVIe siècle, armoiries :«  De sinople à un pairle d'argent coupé d'or à un éléphant de sinople »
- Prye, dans la Nièvre.  Acquisition en 1696 auprès de Jacques Louis Henri Sobieski, (1667-1736), , roi de Pologne qui l'a tenait de sa mère Marie Casimire Louise de La Grange d'Arquien[20].
- Montsalier, seigneurie obtenue par échange contre l'abandon des droits sur Corbières.